# Lower Stondon
 (février 2025).
Si vous disposez d'ouvrages ou d'articles de référence ou si vous connaissez des sites web de qualité traitant du thème abordé ici, merci de compléter l'article en donnant les références utiles à sa vérifiabilité et en les liant à la section « Notes et références ».
Lower Stondon est un village anglais du Central Bedfordshire.
Lower Stondon ne dispose pas d'un grand nombre de commodités ; à l'extrémité ouest du village, il y a une épicerie et un bureau de poste, des coiffeurs et un restaurant indien à Fakeswell Lane. Hillside Road mène à la Stondon Lower School, à la jardinerie et au terrain de loisirs. Une autre installation à l'extrémité ouest du village est le club de golf de Mount Pleasant.
Le village possède une école primaire, qui a été construite en 1861 et agrandie dans les années 1950 et 1960. Les enfants y entrent à l'âge de 5 ans jusqu'à l'entrée au collège de la région à 9 ans. 
Le village disposait de son propre magazine, distribué chaque saison dans le village et les environs et appelé Stondon Times. Il a cessé de paraitre en 2008.